# Polish International 2009
Die Polish International 2009 im Badminton fanden vom 26. bis zum 29. März 2009 in Warschau statt.

## Medaillengewinner
| Disziplin    | Gold                          | Silber                                     | Bronze                                     |
| ------------ | ----------------------------- | ------------------------------------------ | ------------------------------------------ |
| Herreneinzel | Dicky Palyama                 | Raul Must                                  | Przemysław Wacha                           |
| Herreneinzel | Dicky Palyama                 | Raul Must                                  | Christian Lind Thomsen                     |
| Dameneinzel  | Wang Linling                  | Petya Nedelcheva                           | Nanna Brosolat Jensen                      |
| Dameneinzel  | Wang Linling                  | Petya Nedelcheva                           | Zhang Xi                                   |
| Herrendoppel | Lin Yu-lang Chen Hung-ling    | Kasper Faust Henriksen Christian Skovgaard | Wouter Claes Frédéric Mawet                |
| Herrendoppel | Lin Yu-lang Chen Hung-ling    | Kasper Faust Henriksen Christian Skovgaard | Vladimir Ivanov Ivan Sozonov               |
| Damendoppel  | Diana Dimova Petya Nedelcheva | Rachel van Cutsen Paulien van Dooremalen   | Anna Kobceva Elena Prus                    |
| Damendoppel  | Diana Dimova Petya Nedelcheva | Rachel van Cutsen Paulien van Dooremalen   | Line Damkjær Kruse Mie Schjøtt-Kristensen  |
| Mixed        | Michał Łogosz Olga Konon      | Adam Cwalina Małgorzata Kurdelska          | Wojciech Szkudlarczyk Agnieszka Wojtkowska |
| Mixed        | Michał Łogosz Olga Konon      | Adam Cwalina Małgorzata Kurdelska          | Wouter Claes Nathalie Descamps             |